# Angaur
Angaur (ook Ngeaur en soms gespeld als Anguar; Japans: アンガウル), is een van de staten van Palau, en valt samen met het gelijknamige eiland ten zuidwesten van Peleliu. De staat telt 320 inwoners (2005) op een oppervlakte van 8 km². De hoofdstad en grootste plaats is Ngaramasch, gelegen aan de westkust.

## Geschiedenis

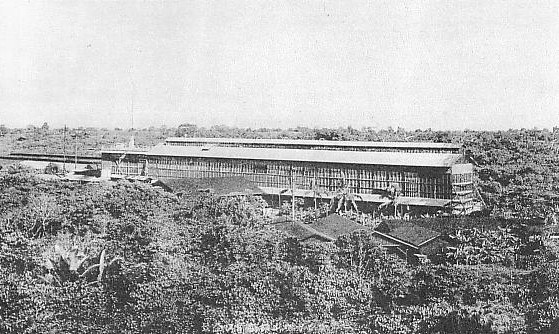
Fosfaatverwerkende fabriek op Angaur in 1936

Angaur is vooral bekend van de Slag om Angaur, een belangrijke veldslag tussen Amerikanen en Japanners tijdens de Tweede Wereldoorlog. Op het eiland is nog een groot aantal zowel Amerikaanse als Japanse overblijfselen van deze gevechten te zien.
Tussen 1909 en 1954 werden op Angaur fosfaten ontgonnen, aanvankelijk door de Duitsers, later door respectievelijk de Japanners en de Amerikanen. Van 1945 tot 1978 beheerde de United States Coast Guard op het eiland een transmissiestation van het wereldwijde navigatiesysteem LORAN, LORSTA Palau.

## Geografie
Angaur is het zuidelijkste van de Palaueilanden, de eilandengroep die wordt gevormd door de staat Palau behalve de Zuidwesteilanden. Het hoogste punt is de Ramuldo Hill, die 40 meter boven de zeespiegel uitsteekt. Naast Ngaramasch liggen op het eiland nog het dorp Rois, onmiddellijk ten noordoosten van de hoofdplaats, en het verlaten Gabayanga. Zeer dicht tegen de kust van het hoofdeiland liggen nog een drietal kleine onbewoonde eilandjes. In het zuiden ligt een moerassig gebied genaamd Ngetkebui. Een twintigtal kleine meertjes ligt verspreid over het eiland.
Aan de westelijke kust ligt een lagune, de oostelijke kust is rotsachtig en zanderig.

## Politiek
Sinds 1 januari 2011 is de gouverneur van Angaur de onafhankelijke Maria Gates, die op die dag Steven Salii (2009-2011) opvolgde.

## Economie
Angaur leeft voornamelijk van de landbouw, de visserij en het toerisme, waaronder met name surf- en goktoerisme (casino's zijn er sinds 2003 toegestaan). Ngaramasch is voorzien van een haven aan de lagune.

## Taal
Officieel zijn zowel het Angaur, het Engels als het Japans officiële talen op Angaur, maar over het Angaur als taal bestaan bijna geen bronnen, zelfs geen bronnen die bevestigen dat deze taal überhaupt bestaat. Volgens sommigen betreft het dan ook een Palaus dialect.

## Vervoer
Angaur beschikt over een kleine luchthaven in het oosten. De Palause luchtvaartmaatschappij Belau Air verbindt deze met Peleliu, dat op zijn beurt is verbonden met de internationale luchthaven in Koror. Verder is Angaur te bereiken met het moderne Japanse schip Yamato Maru, dat het eiland ontving bij wijze van herstelbetaling. Deze boot vaart tweemaal per week naar Angaur vanuit Koror en legt niet aan in Peleliu.

## Trivia
- De staat is de enige plek in heel Micronesië waar apen leven. Deze dieren zijn afstammelingen van makaken die tijdens de Duitse bezetting op het eiland werden vrijgelaten.

Gabayanga · Ngaramasch · Rois
Aimeliik · Airai · Angaur · Hatohobei · Kayangel · Koror · Melekeok · Ngaraard · Ngarchelong · Ngardmau · Ngatpang · Ngchesar · Ngeremlengui · Ngiwal · Peleliu · Sonsorol